# シズヤ・ハヤシ

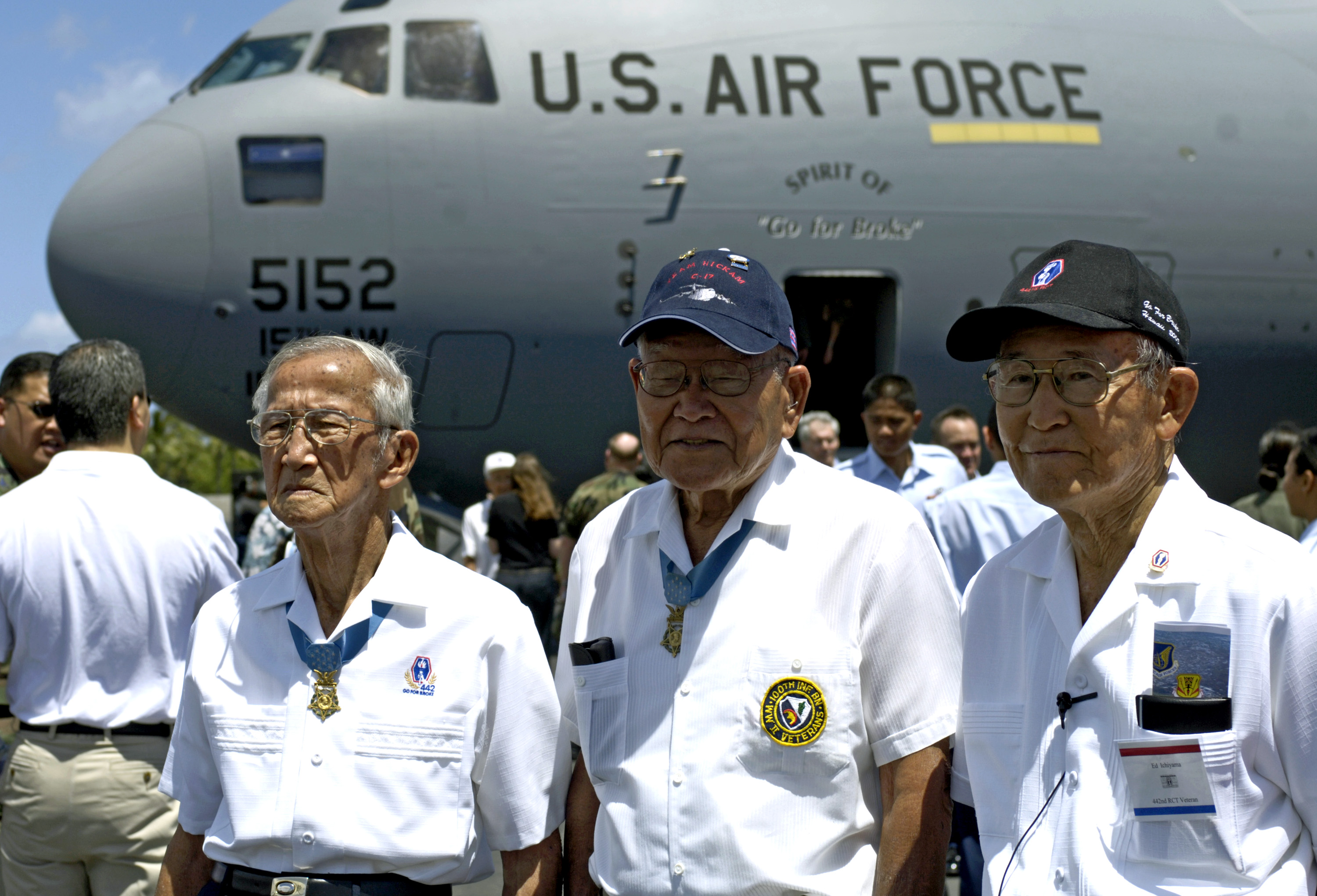
記念式典の為にヒッカム空軍基地を訪れた日系退役軍人ら。左からバーニー・ハジロ、シズヤ・ハヤシ、エド・イチヤマ（2006年6月14日）

シズヤ・ハヤシ（Shizuya Hayashi、日本名：林 静也、1917年11月28日 - 2008年3月12日）は、アメリカ合衆国の軍人。愛称は「シーザー（Cesar）」。第二次世界大戦中、アメリカ陸軍の日系人部隊である第100歩兵大隊に所属した。名誉勲章受章者。最終階級は一等兵。

## 経歴
1917年、ハワイ州ヒロに生まれる。
第二次世界大戦中のイタリア戦線での、ドイツ軍が優勢だった形勢を逆転させることに成功した功績により、当初は殊勲十字章が授与されていた。しかし、1990年代になって全てのアジア系アメリカ人の殊勲十字章受章歴を再調査したところ、ハヤシが名誉勲章を受章できなかったのは、人種差別によるものだとして、章を格上げされることとなった。2000年6月21日にホワイトハウスで執り行われた式典において、ビル・クリントン大統領から名誉勲章が授与された。名誉勲章を受章した後は、様々なイベントや講演会などで引っ張りだこになったという。
2008年3月12日、ハワイ州ホノルルにて死去。

## 名誉勲章
ハヤシに授与された名誉勲章の勲記には、次のように記されている。
シズヤ・ハヤシ一等兵は、1943年11月29日のイタリア・チェラスオーロ近郊における作戦中の際立って英雄的な行動によって、その名を残すこととなった。高地を占拠する敵に対する側面攻撃において、部隊が敵の手榴弾・小銃・機関銃に制圧される中、ハヤシ一等兵はたった一人で突撃を敢行した。ハヤシ一等兵は瞬く間に 敵の機関銃座を奪取し、隠れていた敵兵7名を倒し、残る2名を追い払った。次いで、その地点から小隊が200ヤード前進した時に、敵の高射砲が発砲した。果敢に撃ち返したハヤシ一等兵は、敵兵9名を倒し、4名を捕虜とし、残る敵を敗走させて高地を占領した。ハヤシ一等兵の卓越した勇気と任務への献身は、軍人としての崇高な伝統を受け継ぎ、また、彼、その部隊、ひいては合衆国陸軍に偉大な名誉をもたらすものであった。